# بصريات غاوس
بصريات غاوس هو أسلوب يستخدم في البصريات الهندسية يصف سلوك أشعة الضوء في الأنظمة البصرية باستخدام التقريب المحوراني الذي يشمل فقط الأشعة التي تصنع زوايا صغيرة مع المحور البصرى للنظام .
- في هذا التقريب، يمكن التعبير عن الدوال المثلثية بدوال خطية للزوايا .
- تدخل بصريات غاوس النظام بحيث تكون جميع الأسطح البصرية إما مسطحة أو جزء من كرة .و في هذه الحالة، يمكن التعبير عن الصيغة البسيطة والواضحة بمجموعة من المعاملات لنظام تخيلي مثل البعد البؤري، التكبير والسطوع، والأخذ في الاعتبار الأشكال الهندسية وخصائص العناصر الأساسية للمادة .
- سميت بصريات غاوس بهذا الاسم بعد كارل فريدريش غاوس الذي أوضح بأن الأنظمة البصرية يمكن أن توصف بمجموعة من النقاط الأصلية [الإنجليزية] التي تسمح بحساب خصائصها البصرية .